# Михай Пинтилий
Михай Дору Пинтилий (на румънски: Mihai Doru Pintilii), роден на 9 ноември 1984 година в Яш, Румъния, е румънски професионален футболист, полузащитник, настоящ играч на Стяуа Букурещ и националния отбор на Румъния.

## Кариера

### Клубна кариера
Прави дебюта си в професионалния футбол с Оксер Лугож през 2005 година. След един сезон преминава в Жиул Петрошани. През 2009 година преминава в отбора на Интернационал, като помага на отбора да спечели промоция за Лига I. След един сезон обаче отборът се разпада, и Пинтилий, заедно с множество свой съотборници, преминава в Пандури Търгу Жиу. С екипи на Пандури играе до 2012 г., когато е закупен от местния гранд Стяуа Букурещ. С екипи на стелистите играе до 2014 г., когато е продаден в Саудитска Арабия на Ал-Хилал. Помага на новия си отбор да достигне до финала на Шампионската лига в зона Азия през 2014 г., но там губи от австралийския Уестърн Сидни Уондърърс. През юни 2015 г. е продаден на израелския Апоел Тел Авив. През лятото на 2016 г. се завръща в Румъния, обличайки отново екипа на Стяуа.

### Национален отбор
Прави дебюта си за националния отбор през 2011 година. През септември 2013 г. бележи първия си гол за националния отбор – в световна квалификация срещу Унгария.

## Трофеи
Стяуа Букурещ
- Шампион на Румъния (2): 2012–13, 2013–14
- Суперкупа на Румъния (1): 2013

Ал-Хилал
- Шампионска лига, зона Азия (1) – Финал